# Merginae
Los merginos (Merginae) o patos marinos son una subfamilia de aves anseriformes de la familia Anatidae, La mayoría de las especies, pero no todas, son esencialmente marinas fuera de la estación reproductiva. Muchas especies han desarrollado glándulas de sal especializadas para permitirles tolerar el consumo de agua salada marina, como en el orden Procellariiformes, pero éstas no están desarrolladas en aves jóvenes. Algunas prefieren los hábitat de ribera. 
Todos menos dos de las 20 especies de este grupo ocupan hábitat en las latitudes norteñas elevadas. Los miembros de este grupo comen peces y tienen el pico con bordes dentados para atrapar sus presas. Otras especies comen moluscos o crustáceos marinos.

## Taxonomía
La subfamilia Merginae comprende 20 especies en 10 géneros.[cita requerida] No obstante, algunos autores no reconocen esta subfamilia e incluyen a sus géneros en la subfamilia Anatinae.
- Chendytes †. Género de gansos buceadores, extinto en tiempos prehistóricos. Eran grandes, con alas reducidas e incapaces para volar, pero podían bucear. Por lo menos una especie sobrevivió hasta el Holoceno. 
  - Chendytes lawi †.
- Polysticta
  - Polysticta stelleri. Eider de Steller.
- Somateria. Son los patos marinos grandes (eideres). Tienen el plumaje del cuerpo que muestra cantidades variables de negro y patrones de coloración. Hembras de cabeza blanca, y distintivo es castaño.
  - Somateria mollissima. Eider común.
  - Somateria fischeri. Eider espectacular.
  - Somateria spectabilis. Eider real.
- Histrionicus
  - Histrionicus histrionicus. Pato arlequín.
- Camptorhynchus
  - Camptorhynchus labradorius †. Pato de Labrador.
- Melanitta. Negrones
  - Melanitta nigra. Negrón común
  - Melanitta americana (algunos la consideran una subespecie de M. nigra). Negrón americano.
  - Melanitta fusca. Negrón especulado.
  - Melanitta deglandi. Negrón de alas blancas (algunos la consideran una subespecie de M. fusca)
  - Melanitta perspicillata. Negrón careto.
- Clangula
  - Clangula hyemalis. Pato havelda
- Bucephala. Porrones. Son menos marinos que otras especies del grupo, e invernan en el agua dulce. Los machos tienen el cuerpo blanco, con el negro en menor magnitud y las manchas de cabeza distintivas. Las hembras son grises con las cabezas castañas.
  - Bucephala clangula. Porrón osculado.
  - Bucephala islandica. Porrón islándico.
  - Bucephala albeola. Porrón albeola.
- Mergellus (algunos autores lo incluyen en el género Mergus) 
  - Mergellus albellus. Serreta chica.
- Lophodytes (algunos autores lo incluyen en el género Mergus) 
  - Lophodytes cucullatus. Serreta capuchona.
- Mergus. Serretas. Son los de menor tamaño del grupo de patos marinos. Bucean para la caza de peces.
  - Mergus octosetaceus. Pato serrucho.
  - Mergus australis †. Serreta de Auckland.
  - Mergus serrator. Serreta mediana.
  - Mergus merganser. Serreta grande.
  - Mergus squamatus. Serreta china.